# Psila obscuritarsis
Psila obscuritarsis är en tvåvingeart som beskrevs av Friedrich Hermann Loew 1856. Psila obscuritarsis ingår i släktet Psila och familjen rotflugor. Inga underarter finns listade i Catalogue of Life.